# Saint-Gérard (Québec)
Pour les articles homonymes, voir Saint-Gérard.
Saint-Gérard est une ancienne ville de la province de Québec. Elle a été fusionnée à la municipalité de Weedon. Elle est nommée en l'honneur de Gérard Majella.